# Doliopteryx crocea
Doliopteryx crocea is een vliegensoort uit de familie van de Mythicomyiidae. De wetenschappelijke naam van de soort is voor het eerst geldig gepubliceerd in 1956 door Hesse.